# Pieczonogi (Sainte-Croix)
Pour les articles homonymes, voir Pieczonogi.
Pieczonogi est une localité polonaise de la gmina d'Oleśnica, située dans le powiat de Staszów en voïvodie de Sainte-Croix.